# Kung-Fu (revista)
Kung-Fu fue una revista de cómic alemana, publicada por la editorial Bastei-Verlag entre 1975 y 1981, con colaboraciones de guionistas y dibujantes españoles. Alcanzó los 155 números, todos en blanco y negro. 

## Trayectoria editorial
En 1976, empezó a ser editada también en España por Amaika (editora de El Papus), con el subtítulo de "Las aventuras de los invencibles" hasta el número 45, en que cambió a "Artes marciales en historietas". Duró un total de 59 números hasta 1979. Entre 1982 y 1984 publicó también 4 libros de bolsillo y en 1987 la editorial Iru reeditó 7 números como Kun-Fu, el cuervo de José Ortiz.

## Contenido
Tres personajes compartieron la revista hasta su cierre:

### El Cuervo
Personaje similar a Bruce Lee, cuyo verdadero nombre es Daniel Fox y había sido soldado en Vietnam. Se dedica a prestar sus servicios como experto en Artes Marciales tanto al Departamento Anti-Narcóticos de Hong Kong, como a cualquiera que lo solicitara, previo pago de una buena suma cuyo destino es la misión del padre Brown. 
Entre los secundarios destacan su secretaria Lao Tsé, el gánster Joe Fellippini y algunos invitados como el mismo Bruce Lee, y un tal Williamson que es la viva imagen del actor Gene Kelly. La parte gráfica recayó sobre José Ortiz, y en algunos números Jordi Bernet, con guiones de Carlos Echevarría, Andrés Martín y José Toutain.

### Jeff Blake, el Hombre de Pinkerton
Miembro de una agencia de detectives entrenado en el arte de la lucha en el templo de Kiang y que tenía como misión atrapar criminales y bandidos teniendo por escenario el salvaje Oeste americano, yendo de pueblo en pueblo en la época de la construcción del ferrocarril. Uno de los secundarios es el jefe de la Pinkerton, Mr. Flower, y Tuang Fu, el criado chino de Jeff. Esta serie la dibujaba Leopoldo Sánchez, Luis Bermejo y Jesús Peña Rego (Suso); y a los guiones se encontraban Echevarria, Abulí y F. Enríquez.

### Shi-Kai, el rebelde
Su misión era enfrentarse al Gobernador Tsiang Fu y a los soldados del Emperador en la China medieval para vengarse por quemar su aldea y hacer prisioneros a sus vecinos. Logra escapar junto a sus padres y recibe instrucción del maestro Li Chang. Junto a su fiel amigo Mongo se enfrentan a numerosos peligros, saliendo airosos gracias a sus conocimientos de las Artes Marciales. El dibujante Amador fue el encargado de realizar la serie, junto a César López, Santiago Martín Salvador, Leopoldo Ortiz Moya, José Cardona Blasi y Luis Bermejo, con guiones de Carlos Echevarria.